# Gladys Mgudlandlu
Gladys „Nomfanekiso“ Mgudlandlu (* 1917, 1923 oder 1925 im Peddie District, Grahamstown; † 1979 in Gugulethu, Kapstadt) war eine autodidaktische südafrikanische Malerin, die als eine der ersten schwarzen Künstlerinnen ihres Landes während der Apartheid internationale Anerkennung fand.

## Leben
Gladys Mgudlandlu wurde in Peddie geboren und wuchs bei ihrer Großmutter auf, die ihr die traditionelle Xhosa-Kunst, einschließlich Wandmalerei und Handwerk, näherbrachte. Ihr Spitzname „uNontaka“ (die Vogel-Dame) spiegelt ihre Vorliebe wider, Vögel und Szenen aus der Natur in ihren Werken darzustellen.
Gladys Mgudlandlu arbeitete zunächst als Lehrerin, nachdem sie am Lovedale College in Alice eine Ausbildung abgeschlossen hatte. Ihr Interesse an der Malerei wurde durch ihren Kontakt mit Künstlerinnen wie Katrine Harries und Marjorie Wallace verstärkt. Stilistisch wurde sie von Maggie Laubser inspiriert, deren Werke sie studierte. Sie war bekannt für die Perspektivenvielfalt in ihren Gemälden, die von Xhosa-Folklore und Mystik beeinflusst war. Als Lehrerin unterrichtete Gladys Mgudlandlu tagsüber, nachts malte sie im flackernden Licht einer Petroleumlampe in ihrem Township-Haus in Kapstadt. Sie gelangte zu einer Form des Expressionismus, die tief in dem noch jungen Gebiet der indigenen Kultur verwurzelt ist.
Gladys Mgudlandlus Arbeiten reichen von impressionistischen Landschaften und Szenen des ländlichen und städtischen Lebens bis hin zu Vogelmotiven. Als Maltechnik verwendete sie vor allem Gouache auf Karton, wodurch viele ihrer Werke aufgrund der Empfindlichkeit des Materials später beschädigt wurden. Ihre Kunst wurde als intuitiv und kraftvoll beschrieben und spiegelte oft die Auswirkungen der Apartheid wider, beispielsweise in Darstellungen von Townships wie Gugulethu. 
Als erste afrikanische Frau organisierte Gladys Mgudlandlu 1961 eine Gemäldeausstellung. Weitere Ausstellungen folgten in Port Elizabeth und Johannesburg. 2002 tourte eine Retrospektive ihrer Arbeiten durch Südafrika. 2007 wurde sie posthum mit dem Order of Ikhamanga in Silber ausgezeichnet, einer Ehrung für ihre Beiträge zur südafrikanischen Kunst.
Ihre Werke sind heute in bedeutenden südafrikanischen Sammlungen wie im Nelson Mandela Metropolitan Art Museum zu finden. Eine biografische Studie über sie wurde 2003 von Elza Miles veröffentlicht, und 2015 wurde ein Dokumentarfilm mit dem Titel „The Bird Lady“ über ihr Leben gedreht.